# Банковский монетный двор
Банковский монетный двор — временно (1799—1805) существовавшее российское предприятие XVIII века. Располагался в здании Ассигнационного банка на Садовой улице и работал лишь во время постройки нового здания Петербургского монетного двора (старое здание было невозможно оснастить современно). Использовал паровые машины, построенные как в Санкт-Петербурге, так и в Петрозаводске. Во время реконструкции на Банковский монетный двор был переведён весь персонал Петербургского монетного двора. Изначально задумывался как постоянно действующая организация, расчётная мощность производства составляла 150 миллионов монет в год, реальная — 23 миллиона монет за 6 лет; печатал только золотые и серебряные монеты.
С января 1800 года по февраль 1801 года производство возглавлял шотландский инженер, изобретатель, специалист по паровым двигателям К. К. Гаскойн, далее и до закрытия им управлял президент Берг-коллегии, тайный советник, сенатор и кавалер А. Алябьев. Известно, что после остановки производства Гаскойну разрешили забрать часть оборудования, демонтаж производства длился до 1811 года.
Одним из результатов существовании организации считается создание образца для организации подобного производства в России и за рубежом в плане энергоснабжения, разделения технологических процессов по помещениям, повышения производительности работ и улучшения условий труда работников.

Монеты, отчеканенные на Банковском монетном дворе
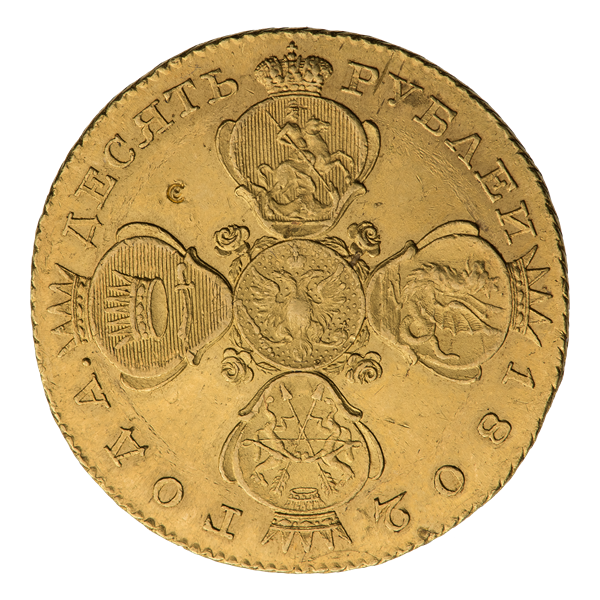
Десять рублей Александра I 1802 г. Аверс.
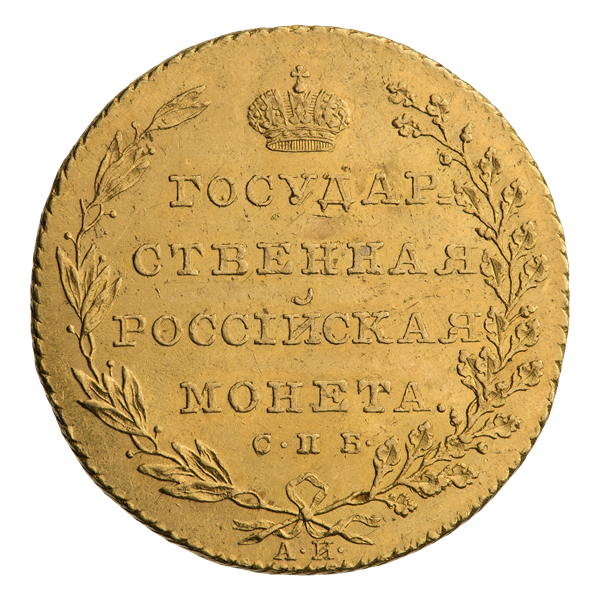
Десять рублей Александра I 1802 г. Реверс[3][4].
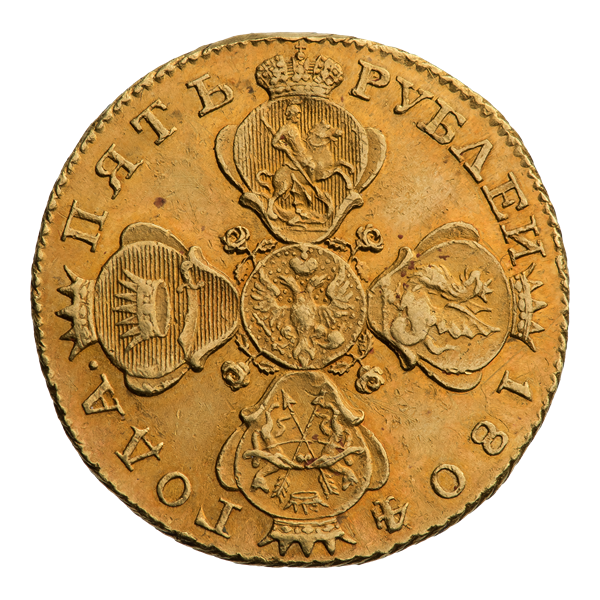
Пять рублей Александра I 1804 г. Аверс.
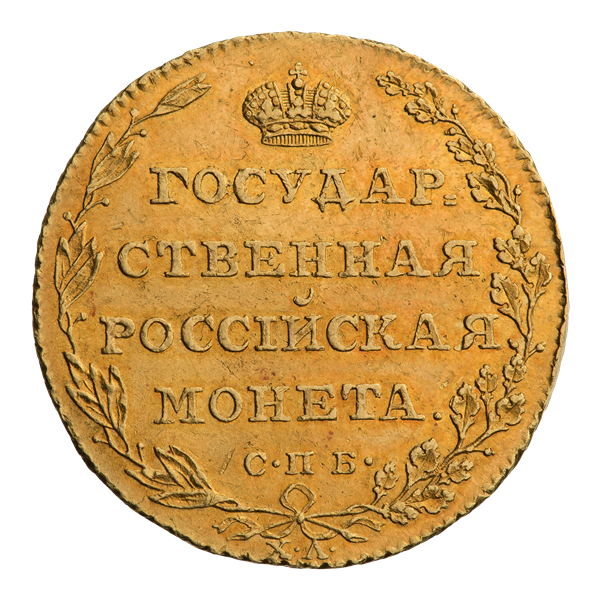
Пять рублей Александра I 1804 г. Реверс[3][5].